# Aeronautical Telecommunications Network
Das Aeronautical Telecommunications Network (ATN) ist ein von der ICAO definiertes Datenkommunikationsnetzwerk auf der Basis der Open Systems Interconnection (OSI).
Die Absicht der ICAO bei der Definition des ATN ist es, ein gemeinsames Netzwerk für verschiedene Anwendungen der Flugsicherung zu nutzen. Dabei ist zu berücksichtigen, dass ATN nicht nur den Datenaustausch von bodengestützten Systemen (vergleiche Fester Flugfunkdienst), der sogenannten ground-ground communication, sondern auch den Datenaustausch zwischen Flugzeugen und Bodensystemen (air-ground communication) unterstützen muss.
Wichtige Anwendungen des ATN sind heute AMHS und CPDLC.
AMHS (ATS Message Handling System) dient der Ablösung des Aeronautical Fixed Telecommunication Network (AFTN), das dem weltweiten Austausch von Flugplandaten dient. Um den Technologiewechsel von AFTN zu AMHS zu unterstützen, sind hierbei Gateways zwischen dem neu entstehenden AMHS-Netzwerk und dem bestehenden AFTN erforderlich.
CPDLC (Controller-Pilot Data Link Communications) ermöglicht den Austausch von textbasierten Nachrichten zwischen Fluglotsen und Piloten mit der Absicht, die heute übliche verbale Kommunikation über Funk abzulösen.
Aufgrund der kostenträchtigen und komplexen Routingtechnologie von OSI nutzt eine Vielzahl von Anwendern des ATN für den bodengestützten Datenaustausch TCP/IP. Für das weltweite AMHS hat das die Konsequenz, dass entsprechende Knotenrechner als Übergang zwischen der OSI und TCP/IP-Netzen die Datenvermittlung übernehmen.